# Chinesische Diätetik
Die chinesische Diätetik, auch als Chinesische Ernährungslehre bzw. Ernährungstherapie (chinesisch 中醫食療 / 中医食疗, Pinyin zhōngyī shíliáo, bzw. 中醫藥膳 / 中医药膳,  zhōngyī yàoshàn) bekannt, ist eines der fünf Haupttherapieverfahren der traditionellen chinesischen Medizin (TCM) –  zusammen mit chinesischer Arzneimitteltherapie, Akupunktur, Tuina und den chinesischen Bewegungstherapien Qigong und Taijiquan.
Sie basiert auf den Theorien der chinesischen Medizin und hier besonders auf der kräuterkundlichen Tradition – 本草,  běncǎo – „Kräuter, Heilpflanze“. Ebenso wie chinesische Arzneimittel werden auch Lebensmittel durch Geschmacksrichtungen (scharf, süß, neutral, sauer, bitter, salzig) und Temperaturverhalten (kalt, kühl, neutral, warm, heiß) qualifiziert. Des Weiteren wird Arznei- und Lebensmitteln ein Bezug zu bestimmten Funktionskreisen bzw. Leitbahnen sowie eine Wirktendenz (emporhebend, an der „Oberfläche“ wirkend, absenkend, in der Tiefe wirkend) zugeordnet.
Je nach den jeweiligen krankheitsauslösenden Faktoren werden für die Therapie entsprechende Lebensmittel ausgewählt, die möglichst frisch und unbelastet in der Regel mit einfachen Methoden schonend zubereitet werden, z. B. Breie, Suppen, Gedünstetes, Abkochungen.
Die chinesische Diätetik wird nicht nur zur Therapie von bereits bestehenden Erkrankungen eingesetzt, sondern auch zur Gesunderhaltung. Im Vergleich zur westlichen Ernährungstherapie, die auf der Analyse der in den einzelnen Nahrungsmitteln enthaltenen Nährstoffe basiert und sich im Wesentlichen auf die Darstellung quantitativer Zusammenhänge beschränkt, beschreibt die chinesische Diätetik qualitative Wirkungen von Nahrungsmitteln und ihre regulativen und funktionellen Aspekte. Beide Ansätze können einander ergänzen.
Die chinesische Diätetik hat nichts mit der im Westen entwickelten „Fünf-Elemente-Ernährung“ zu tun.